# 島根県道27号出雲市停車場線
島根県道27号出雲市停車場線（しまねけんどう27ごう いずもしていしゃじょうせん）は、島根県出雲市を通る県道（主要地方道）である。

## 概要
島根県出雲市の出雲市駅と国道184号を結ぶ。以前から中央通りと呼ばれ、出雲市を代表する目抜き通りである。かつては道路をまたぐ広告アーチがかかっていたこともあったが、現在は拡幅工事等の影響により撤去されている。

### 路線データ
- 起点：島根県出雲市駅北町（出雲市駅北口・電鉄出雲市駅前）
- 終点：島根県出雲市今市町（市役所前交差点、国道184号交点、島根県道276号遙堪今市線・島根県道278号矢尾今市線終点）

## 歴史
- 1993年（平成5年）5月11日 - 建設省から、県道出雲市停車場線が出雲市停車場線として主要地方道に指定される[1]。

## 地理

### 通過する自治体
- 出雲市

### 交差する道路
| 交差する道路                                              | 交差する場所 | 交差する場所          |
| --------------------------------------------------------- | ------------ | --------------------- |
| 島根県道351号出雲路自転車道線                             | 今市町       |                       |
| 国道184号 島根県道276号遙堪今市線 島根県道278号矢尾今市線 | 今市町       | 市役所前交差点 / 終点 |

### 沿線
- 山陰本線 出雲市駅
- 一畑電車北松江線 電鉄出雲市駅
- 出雲市役所